# Великий похід 3B
Великий похід 3B (китайський: 长征 三号 乙 火箭, Chang Zheng 3B), також відомий як CZ-3B і LM-3B, є китайською орбітальною ракетою-носіем з сімейства Великий похід. Введена в експлуатацію в 1996 році, запуском на космодромі з майданчик 2 та 3, космодрому Січан в провінції Сичуань. Триступенева ракета з чотирма рідинними ракетними ступенями, в даний час е найпотужнішим типом ракети сім'ї Великий похід і важких ракети сімейства Великий похід 3, і в основному використовується для розміщення супутників зв'язку на геостаціонарних орбітах.
Вдосконаленіші версії, Великий похід 3B/E, були введені в експлуатацію в 2007 році, щоб збільшити вантажопідйомність ракети на GTO і піднімати важкіші супутники зв'язку GEO. Великий похід 3B також слугував основою для ракети середньої потужності Великий похід 3C, яка вперше була запущена у 2008 році. Станом на грудень 2016 року, Великий похід 3B і 3B / E провели 35 успішних запусків, а також один невдалий і один частково невдалий, частка успішних запусків складає 94,6 %.

## Історія
Розвиток Великий похід 3B почалася в 1986 році для задоволення потреб міжнародного GEO супутникового зв'язку ринку. Під час першого запуску у 14 лютого 1996 року, що виводив супутник Intelsat 708, з ракетою сталася аварія на другій секунді польоту і впала на сусіднє місто, вбивши щонайменше шестеро людей, але за іншими даними, загинуло від 200 до 500 людей. Проте, пізніше для виключення можливих великих втрат, як свідчать дані, містян евакують перед запуском.
В період з 1997 по 2008 рік провели десять успішних запусків ракет 3В Великий похід і 3B/E.
У 1997 році супутник Agila 2 був змушений використовувати на борту ракетного палива, щоб досягти його правильну орбіту через недостатню точності уприскування з боку його Великий похід 3B ракети-носія. У 2009 році Великий похід 3B частково не вдалося під час запуску через третій стадії аномалії, в результаті якої в Палапа-D супутника досягає більш низьку орбіту, ніж планувалося. Проте, супутник міг маневрувати себе в планованому орбіту. Long March 3B і його варіанти залишаються в активному використанні станом на січень 2014 року, провівши в цілому 23 послідовних успішних запусків.
У грудні 2013 року, A Великий похід 3B / E успішно підняв Чан'е-3, перший місячний посадковий модуль і ровер Китаю в проектованої місячно-перехідну орбіту.

## Дизайн і варіанти
Великий похід 3B заснований на 3A Long March як своєї основної стадії, з чотирма рідкими прискорювачами, прив'язаними на першому етапі. Він має потужність LEO вантажів 12000 кг (26000 фунтів) і потужністю GTO є 5,100 кг (11200 фунтів).

### Великий похід 3B/E
Великий похід 3B / E є покращеним варіантом Long March 3B, з збільшеним першим ступенем і бустером, що збільшує його вантажопідйомність на GTO до 5500 кг (12100 фунтів). Перший політ відбувся 13 травня 2007 року, коли він успішно запустив для Нігерії NIGCOMSAT-1, перший африканський супутник зв'язку на геосинхронну орбіту. У 2013 році він успішно запустив в китайський перший місячний посадковий модуль Чан'е-3 і місяцехід Yutu.

### Великий похід 3C
Модифікована версія Великого походу 3B, Великий похід 3C, була розроблена в середині 1990-х років, щоб подолати розрив у вантажопідйомності між Великими походами 3B і 3A. Вона майже ідентична Великому походу 3B, але має два бустери замість чотирьох, через це маса, яку ракета може доставити на геоперехідну орбіту зменшена до 3.800 кг (8400 фунтів). Її перший запуск відбувся 25 квітня 2008 року.

## Перелік запусків
| Номер запуску | Дата (UTC)              | Стартовий майданчик | Версія  | Корисне навантаження  | Орбіта                      | Результат         |
| ------------- | ----------------------- | ------------------- | ------- | --------------------- | --------------------------- | ----------------- |
| 1             | Лютий 14, 1996 19:01    | LA-2, Січан         | 3B      | Intelsat 708          | Геоперехідна орбіта         | Аварія            |
| 2             | Серпень 19, 1997 17:50  | LA-2, XSLC          | 3B      | Agila-2               | Геоперехідна орбіта         | Успішний          |
| 3             | Жовтень 16, 1997 19:13  | LA-2, XSLC          | 3B      | APStar 2R             | Геоперехідна орбіта         | Успішний          |
| 4             | Травень 30, 1998 10:00  | LA-2, XSLC          | 3B      | Chinastar 1           | Геоперехідна орбіта         | Успішний          |
| 5             | Липень 18, 1998 09:20   | LA-2, XSLC          | 3B      | SinoSat 1             | Геоперехідна орбіта         | Успішний          |
| 6             | Квітень 12, 2005 12:00  | LA-2, XSLC          | 3B      | APStar 6              | Геоперехідна орбіта         | Успішний          |
| 7             | Жовтень 28, 2006 16:20  | LA-2, XSLC          | 3B      | SinoSat 2             | Геоперехідна орбіта         | Успішний          |
| 8             | Травень 13, 2007 16:01  | LA-2, XSLC          | 3B/E    | NigComSat-1           | Геоперехідна орбіта         | Успішний          |
| 9             | Липень 5, 2007 12:08    | LA-2, XSLC          | 3B      | ChinaSat 6B           | Геоперехідна орбіта         | Успішний          |
| 10            | Червень 9, 2008 12:15   | LA-2, XSLC          | 3B      | ChinaSat 9            | Геоперехідна орбіта         | Успішний          |
| 11            | Жовтень 29, 2008 16:53  | LA-2, XSLC          | 3B/E    | Venesat-1             | Геоперехідна орбіта         | Успішний          |
| 12            | Серпень 31, 2009 09:28  | LA-2, XSLC          | 3B      | Palapa-D              | Геоперехідна орбіта         | Частково невдалий |
| 13            | Вересень 4, 2010 16:14  | LA-2, XSLC          | 3B/E    | SinoSat 6             | Геоперехідна орбіта         | Успішний          |
| 14            | Червень 20, 2011 16:13  | LA-2, XSLC          | 3B/E    | ChinaSat 10           | Геоперехідна орбіта         | Успішний          |
| 15            | Серпень 11, 2011 16:15  | LA-2, XSLC          | 3B/E    | Paksat-1R             | Геоперехідна орбіта         | Успішний          |
| 16            | Вересень 18, 2011 16:33 | LA-2, XSLC          | 3B/E    | ChinaSat 1A           | Геоперехідна орбіта         | Успішний          |
| 17            | Жовтень 7, 2011 08:21   | LA-2, XSLC          | 3B/E    | Eutelsat W3C          | Геоперехідна орбіта         | Успішний          |
| 18            | Грудень 19, 2011 16:41  | LA-2, XSLC          | 3B/E    | NigComSat-1R          | Геоперехідна орбіта         | Успішний          |
| 19            | Березень 31, 2012 10:27 | LA-2, XSLC          | 3B/E    | APStar 7              | Геоперехідна орбіта         | Успішний          |
| 20            | Квітень 29, 2012 20:50  | LA-2, XSLC          | 3B      | Compass-M3 Compass-M4 | Середня навколоземна орбіта | Успішний          |
| 21            | Травень 26, 2012 15:56  | LA-2, XSLC          | 3B/E    | ChinaSat 2A           | Геоперехідна орбіта         | Успішний          |
| 22            | Вересень 18, 2012 19:10 | LA-2, XSLC          | 3B      | Compass-M5 Compass-M6 | Середня навколоземна орбіта | Успішний          |
| 23            | Листопад 27, 2012 10:13 | LA-2, XSLC          | 3B/E    | ChinaSat 12           | Геоперехідна орбіта         | Успішний          |
| 24            | Травень 1, 2013 16:06   | LA-2, XSLC          | 3B/E    | ChinaSat 11           | Геоперехідна орбіта         | Успішний          |
| 25            | Грудень 1, 2013 17:30   | LA-2, XSLC          | 3B/E    | Чан'е-3               | Транс-місячна ін'єкція      | Успішний          |
| 26            | Грудень 20, 2013 16:42  | LA-2, XSLC          | 3B/E    | Túpac Katari 1        | Геоперехідна орбіта         | Успішний          |
| 27            | Липень 25, 2015 12:29   | LA-2, XSLC          | 3B/YZ-1 | BDS M1-S BDS M2-S     | Середня навколоземна орбіта | Успішний          |
| 28            | Вересень 12, 2015 15:42 | LA-2, XSLC          | 3B/E    | TJS-1                 | Геоперехідна орбіта         | Успішний          |
| 29            | Вересень 29, 2015 23:13 | LA-3, XSLC          | 3B/E    | BDS I2-S              | Геоперехідна орбіта         | Успішний          |
| 30            | Жовтень 16, 2015 16:16  | LA-2, XSLC          | 3B/E    | APStar 9              | Геоперехідна орбіта         | Успішний          |
| 31            | Листопад 3, 2015 16:25  | LA-3, XSLC          | 3B/E    | ChinaSat 2C           | Геоперехідна орбіта         | Успішний          |
| 32            | Листопад 20, 2015 16:07 | LA-2, XSLC          | 3B/E    | LaoSat-1              | Геоперехідна орбіта         | Успішний          |
| 33            | Грудень 9, 2015 16:46   | LA-3, XSLC          | 3B/E    | ChinaSat 1C           | Геоперехідна орбіта         | Успішний          |
| 34            | Грудень 28, 2015 16:04  | LA-2, XSLC          | 3B/E    | Gaofen 4              | Геоперехідна орбіта         | Успішний          |
| 35            | Січень 15, 2016 16:57   | LA-3, XSLC          | 3B/E    | Белінтерсат-1         | Геоперехідна орбіта         | Успішний          |
| 36            | Серпень 5, 2016 16:22   | LA-3, XSLC          | 3B/E    | Tiantong-1-01         | Геоперехідна орбіта         | Успішний          |
| 37            | Грудень 10, 2016 16:11  | LA-3, XSLC          | 3B/E    | Fengyun-4A            | Геоперехідна орбіта         | Успішний          |
| 38            | Січень 5, 2017 15:18    | LA-2, XSLC          | 3B/E    | TJS-2                 | Геоперехідна орбіта         | Успішний          |

## Невдалі запуски

### Intelsat 708 невдалий запуск
14 лютого 1996 року запуск першого 3B Long March з Intelsat 708 не вдався відразу після старту. Ракета-носій відхилилася від курсу і вибухнула, коли вдарилася об землю при Т + 23 сек. Принаймні 6 осіб на землі були вбиті вибухом. Причину аварії було простежено до короткого замикання платформи наведення транспортного засобу при зльоті.

### Palapa-D partial невдалий запуск
31 серпня 2009 року у час запуску Palapa-D, стадія двигуна третього під виконаної і розмістили супутник на більш низьку орбіту, ніж планувалося. Супутник був в змозі заповнити дефіцит продуктивності, використовуючи свій власний двигун і досягти геостаціонарної орбіти, але з його життя скорочується до 10,5 років. Дослідження показало, що газовий генератор двигуна зазнав прожогов через крижаний закупорки в жідководородной форсунок двигуна. [11]